# Agave parviflora
Agave parviflora är en sparrisväxtart som beskrevs av John Torrey. Agave parviflora ingår i släktet Agave och familjen sparrisväxter.

## Underarter
Arten delas in i följande underarter:
- A. p. flexiflora
- A. p. parviflora

## Bildgalleri

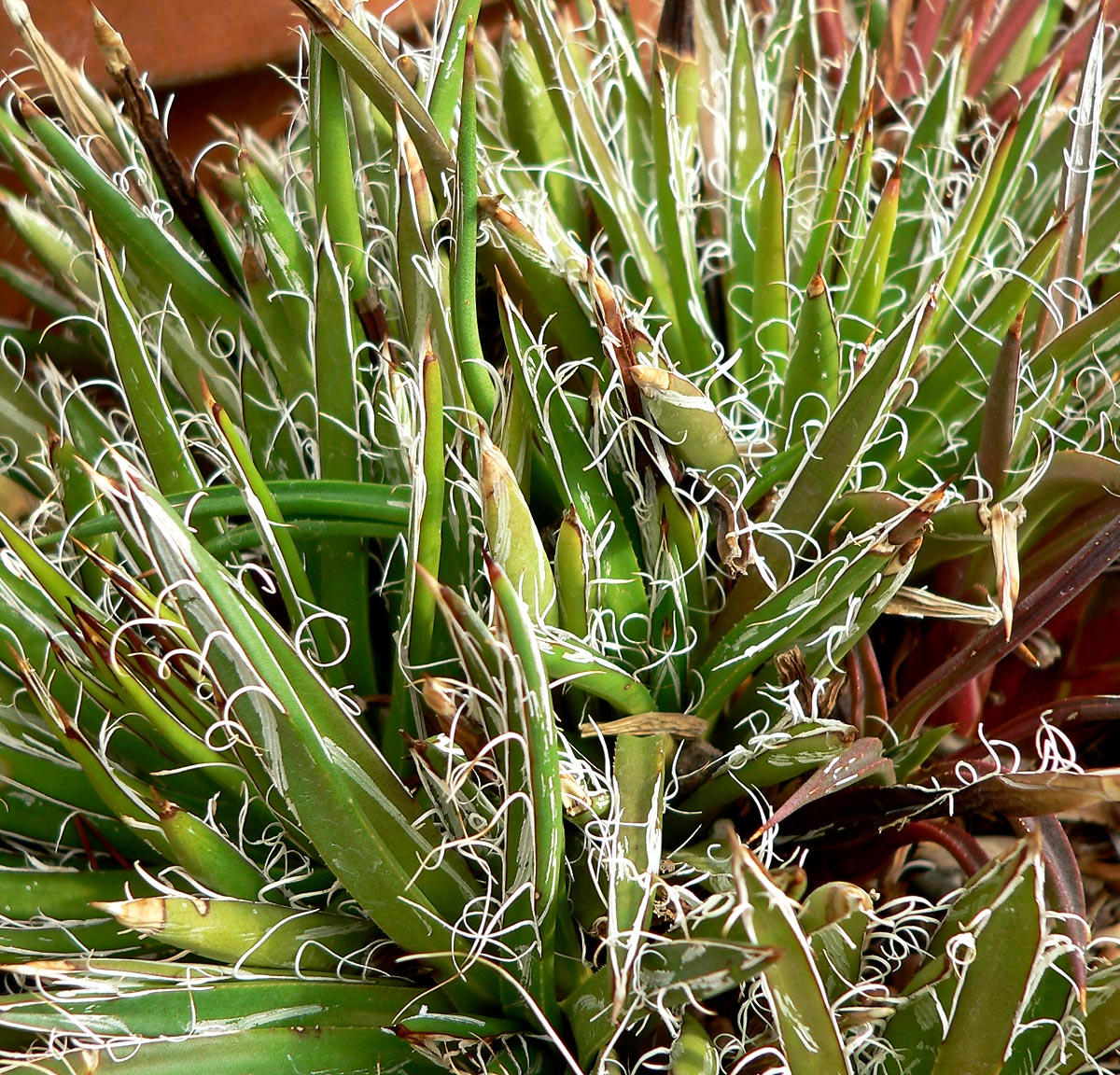
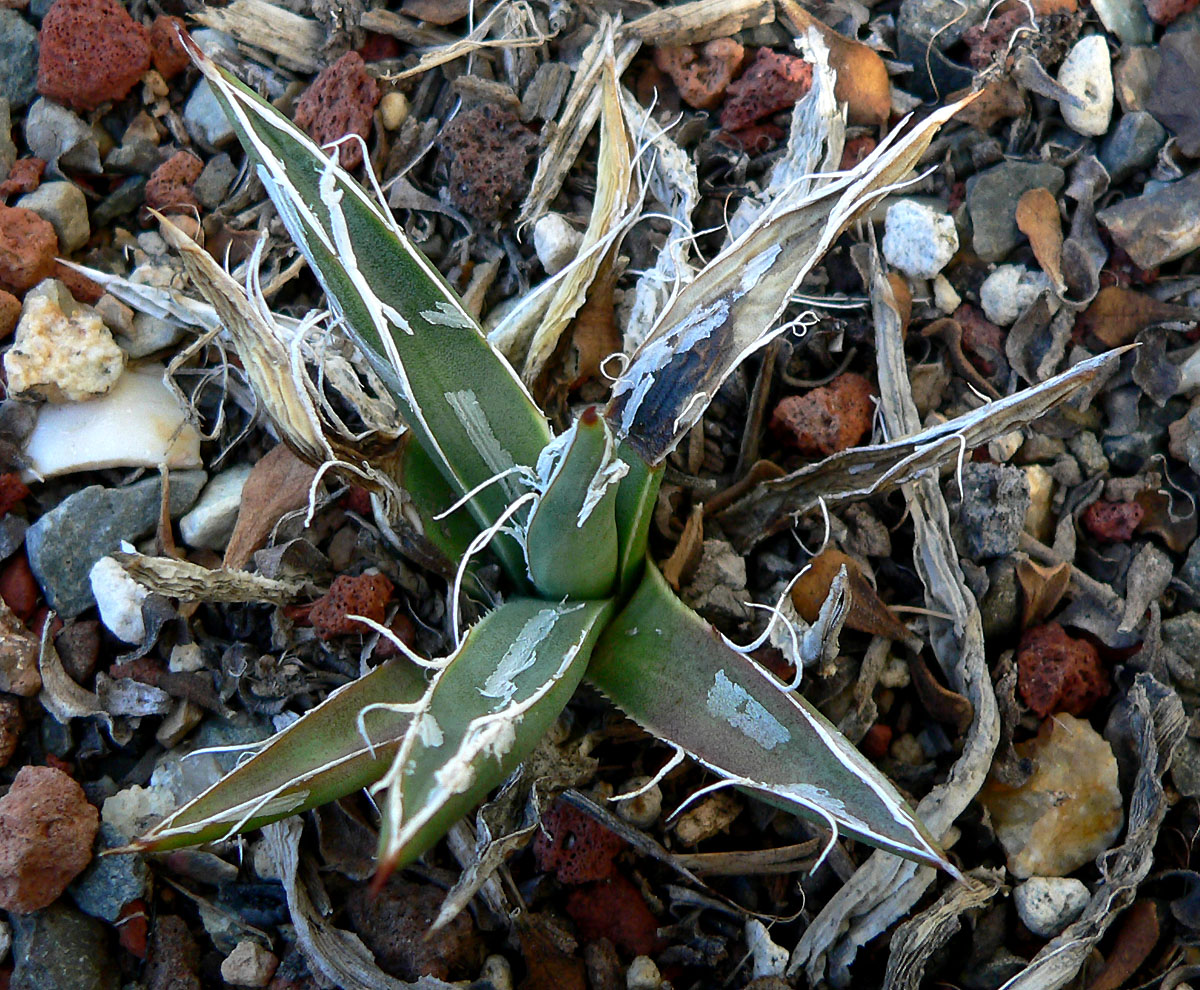
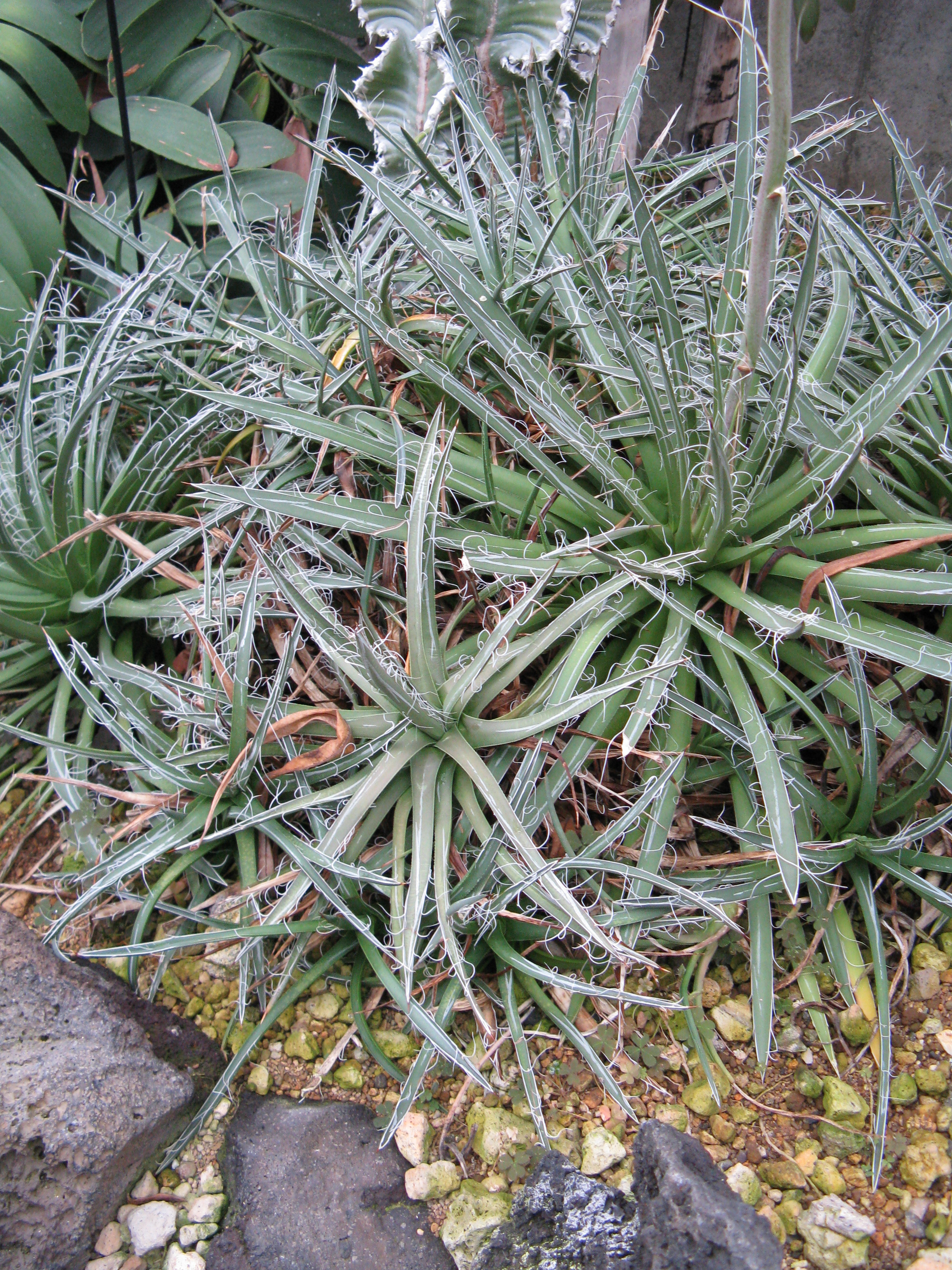
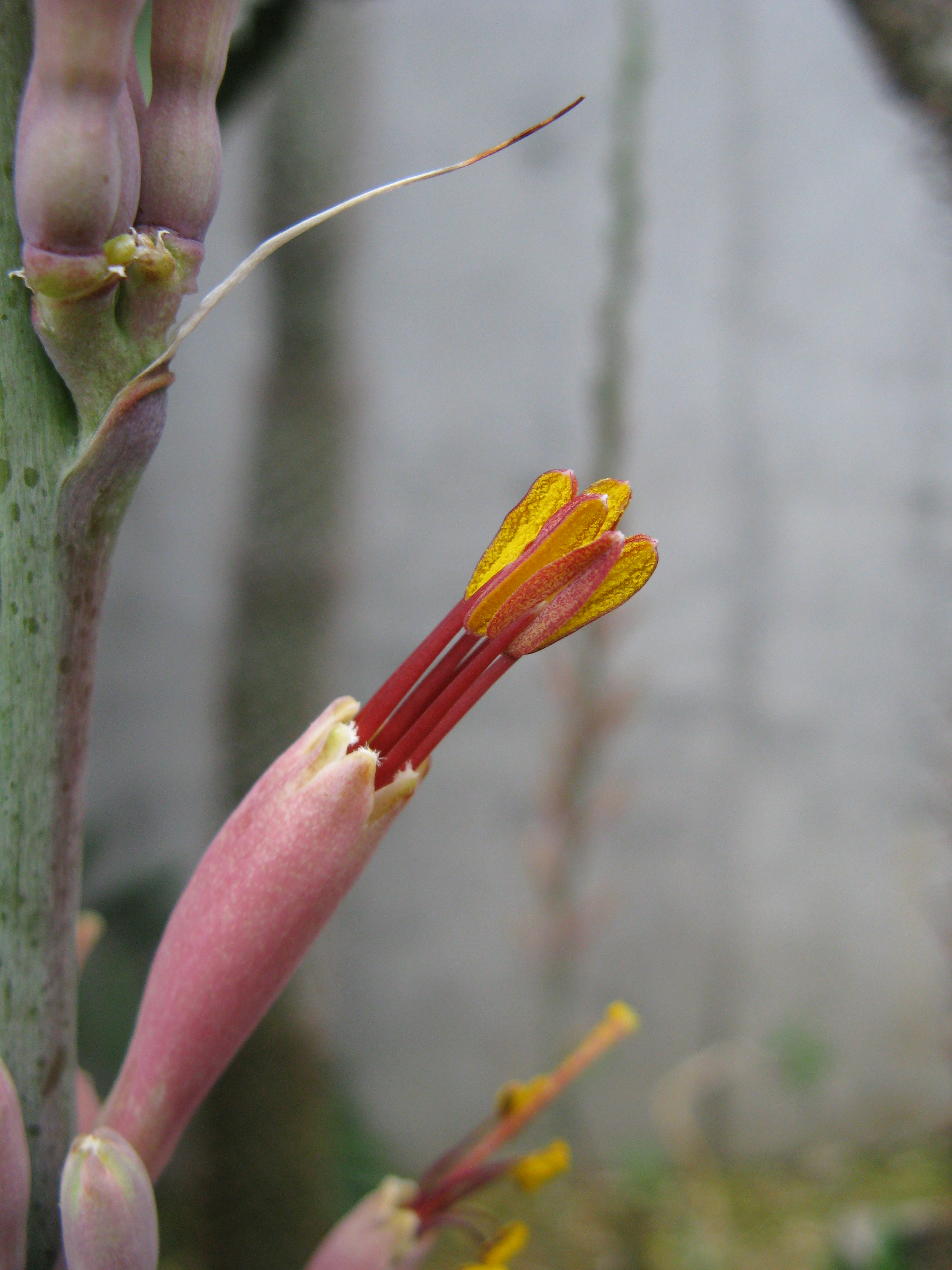
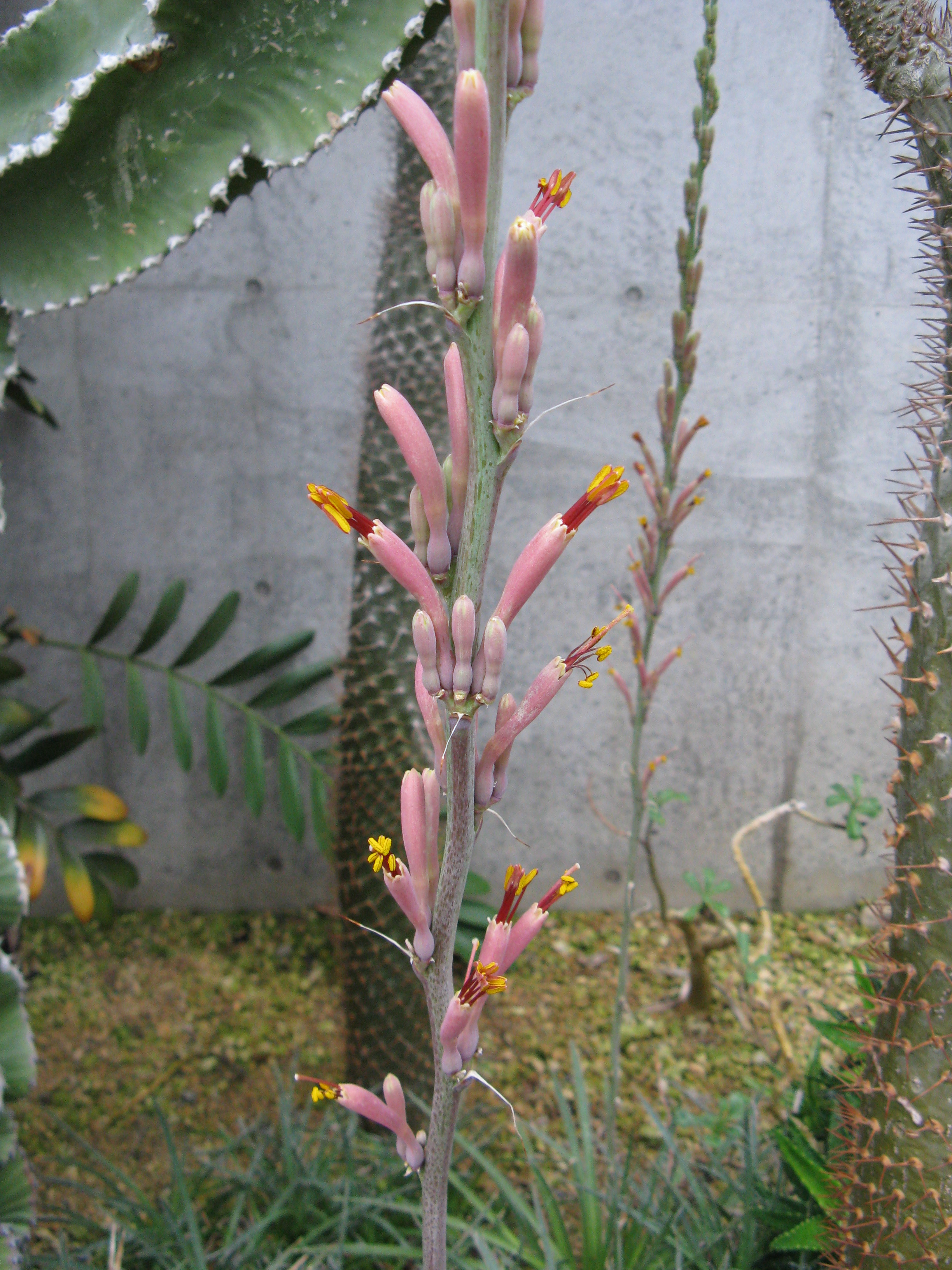